# JIBS (DMB)
JIBS는 제주도를 가시청권으로 하는 지상파DMB 방송국이다. 제주방송이 사업자로서 운영하고 있다.

## 채널 구성
| 앙상블명 | 채널명    | 송출형식          | 전송속도 | 자체/임대 | 비고          |
| -------- | --------- | ----------------- | -------- | --------- | ------------- |
| JIBS     | DMB 1     | 비디오 채널 (DMB) | 512kbps  | 자체      | JIBS          |
| JIBS     | DMB 2     | 비디오 채널 (DMB) | 512kbps  | 자체      | JIBS+mYTN     |
| JIBS     | TPEG(DTS) | 데이터 채널       | 64kbps   | 임대      | 채널명 미확인 |

## 비디오 채널
- DMB 1

전 시간대에 자사 TV 방송을 내 보낸다.
- DMB 2

일부 시간대에 자사 TV 방송을 재전송하며, 대부분의 시간대에 YTN의 DMB 채널인 mYTN 프로그램을 재전송한다. 방송 로고는 JIBS YTN과 같은 형식으로 고정 표시된다.

## 데이터 채널
- TPEG(DTS)

부가 데이터 서비스, 교통정보, 웹서비스 등 다양한 데이터 서비스를 제공하는 채널이다. 네비게이션에서는 YTN TPEG 서비스를 제공하고 있다.

## 방송 송출 시설망
- 호출부호 : HLKJ-TDMB

| 송신소        | 주파수              | 출력 | 송신소 위치                     |
| ------------- | ------------------- | ---- | ------------------------------- |
| 견월악 송신소 | CH 13C (214.736MHz) | 1㎾  | 제주 제주시 봉개동 산78-1       |
| 금악 중계소   | CH 13C (214.736MHz) | 90W  | 제주 제주시 한림읍 금악리 산1-2 |
| 광해악 중계소 | CH 13C (214.736MHz) | 90W  | 제주 서귀포시 안덕면 서광리 937 |
| 삼매봉 중계소 | CH 8C (184.736MHz)  | 1㎾  | 제주 서귀포시 서홍동 822-1      |

## 관련 보기
- U-KBS
- Jeju MBC
- 대한민국의 지상파DMB